# Ambtshuis
Het Ambtshuis of Ambthuis (of, oude spelling: Ampthuys) is het voormalig ambtshuis van Bredevoort in de provincie Gelderland, Nederland. Het werd ruim vijftig jaar na de Kruittorenramp in het jaar 1699 gebouwd (volgens de muurankers) als nieuw machtscentrum van de heerlijkheid Bredevoort.

## Geschiedenis
Na de kruittorenramp van 1646 was stad en heerlijkheid Bredevoort zonder ambtshuis (combinatie van een rechtbank en een stadhuis) geraakt. Het zou toch nog ruim vijftig jaar duren voordat er weer een nieuw huis werd gebouwd. Waarschijnlijk was het gebouw verbonden met de Misterpoort, de stadspoort tegenover het huis. Het gebouw was tevens het hoofdgerecht van de heerlijkheid. In Aalten en Winterswijk waren ook rechtbanken, maar de zware vergrijpen werden altijd in Bredevoort behandeld, waarin de drost als rechter fungeerde. Traditioneel werd het vonnis dan op plein het Zand voorgelezen, en de veroordeelden afgevoerd naar de Hollenberg voor de uitvoering van het vonnis. Na de Franse tijd in Nederland verloor het gebouw echter haar functie en was het in gebruik als winkelpand. Voor de sloop van het pand bevonden zich nog de kelders van het Ambtshuis onder de winkel van een kruidenier, met daarin twee gevangeniscellen. Omstreeks 1963 werd het huis gesloopt.

## Nieuwbouw
In 1964 werd de eerste steen gelegd voor de bouw van een meubelzaak op deze locatie. Deze werd in 2009 gesloopt. Nieuwbouwplannen liepen enige vertraging op doordat onvoldoende rekening werd gehouden met mogelijk te verwachten archeologische vondsten; fundamenten van de Misterpoort en het oude Ambtshuis, grachtcontouren en een waterput. Er werd een zorgcombinatie met twintig appartementen en een restaurant gebouwd in retrovorm van historiserende nieuwbouw. Uiterlijk vertoont het nieuwe pand veel overeenkomsten met het voormalige ambtshuis. Aan het gebouw werd een replica van de historische zonnewijzer bevestigd, voor het gebouw een replica van de muziekkoepel. In de voorgevel werd een originele gevelsteen van het oude ambtshuis ingemetseld.

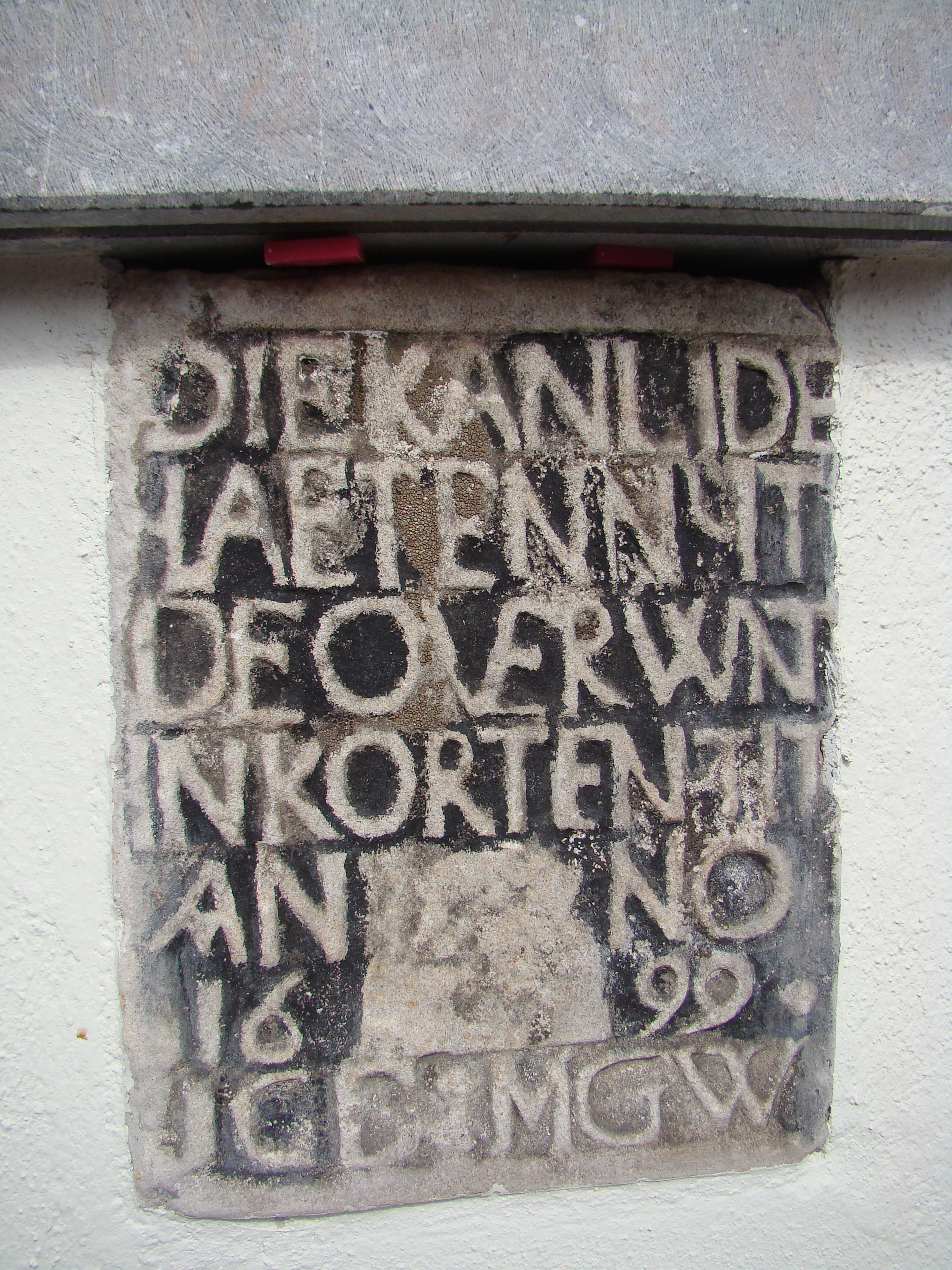
Gevelsteen uit 1699 in gebouw van nu.
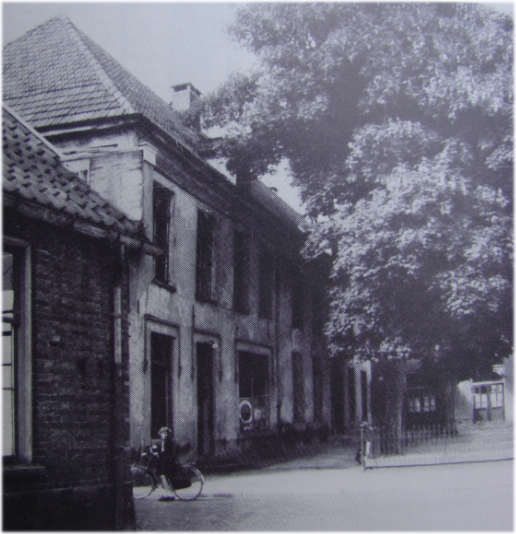
Kort voor de sloop
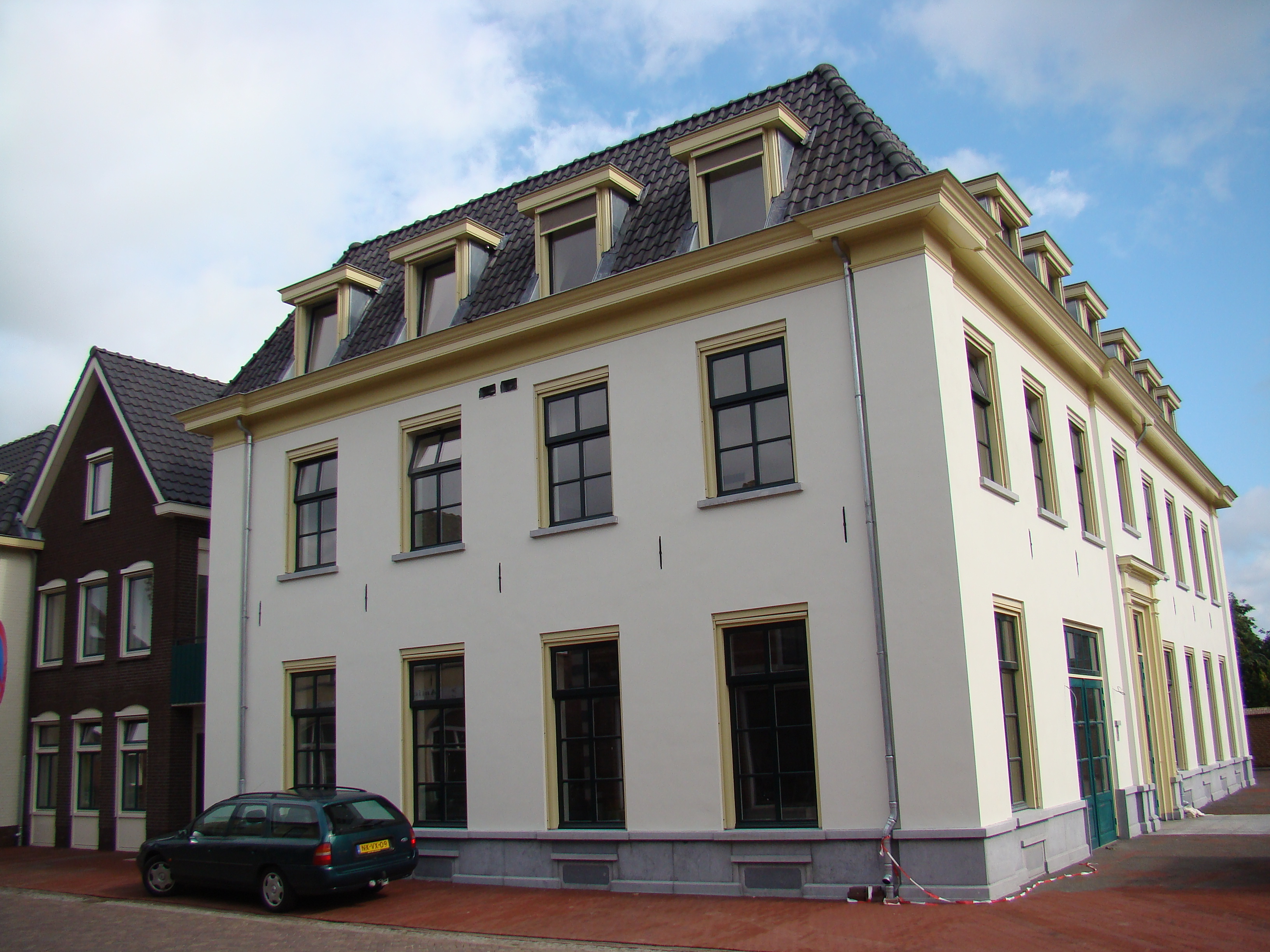
Kort voor de oplevering (2011)